# ESPN Sport Science Newton Awards
O ESPN Sport Science Newton Awards é a primeira premiação esportiva definida pela ciência. O prêmio contempla atletas de quaisquer modalidade que tenham realizado um feito científico extraordinário.
Organizada pelo programa de TV "Sports Science", da ESPN americana, o prêmio teve a primeira edição em 2013.

## Categorias
- Best Catch (Melhor Pegada)
- Best Projectile Launch (Melhor Lançamento de Projétil)
- Outstanding Reaction (Reação Extraordinária)
- Best Throw (Melhor Lançamento)
- Most Improbable (Mais Improvável)
- Outstanding New Limit (Novo Limite Extraordinário)
- Greater Than (Maior do que)
- Best Flight (Melhor Vôo)
- Outstanding Agility (Agilidade Extraordinária)